# Định Thành, Yên Định
Định Thành là một xã thuộc huyện Yên Định, tỉnh Thanh Hóa, Việt Nam.
Đây là địa phương có tuyến Đường cao tốc Mai Sơn – Quốc lộ 45 đi qua đang được xây dựng.
Xã Định Thành có diện tích 11,33 km², dân số năm 1999 là 6533 người, mật độ dân số đạt 577 người/km².